# Municipio ebraico di Praga
Il municipio ebraico di Praga (in ceco: Židovská radnice) si trova nel quartiere Josefov della capitale ceca, accanto alla Sinagoga Vecchia-Nuova all'angolo tra Maiselova e Červená Ulice. Costruito nel 1586 in stile rinascimentale con il patrocinio del sindaco Mordechai Meisel, ha acquisito la sua facciata rococò nel XVIII secolo.
L'edificio era il principale luogo di ritrovo della comunità ebraica locale, ma attualmente è chiuso al pubblico. È noto per i suoi due orologi, uno sulla torre con segni numerali romani e l'altro, più in basso, con numeri ebraici, che sono gli stessi delle lettere dell'alfabeto ebraico. I numeri ebraici iniziano con aleph e continuano in senso antiorario attorno al quadrante dell'orologio.